# 806
| 806                |
| ------------------ |
| Dødsfald - Fødsler |
|                    |

| Gregoriansk kalender | 806 DCCCVI              |
| Ab urbe condita      | 1559                    |
| Armensk kalender     | 255 ԹՎ ՄԾԵ              |
| Kinesiske kalender   | 3502 – 3503 乙酉 – 丙戌 |
| Etiopisk kalender    | 798 – 799               |
| Jødisk kalender      | 4566 – 4567             |
| Hindukalendere       |                         |
| - Vikram Samvat      | 861 – 862               |
| - Shaka Samvat       | 728 – 729               |
| - Kali Yuga          | 3907 – 3908             |
| Iransk kalender      | 184 – 185               |
| Islamisk kalender    | 190 – 191               |